# Mariagerfjord
Mariagerfjord é um município da Dinamarca, localizado na região da Jutlândia do Norte.
O município tem uma área de 769 km² e uma população de 42 288 habitantes, segundo o censo de 2007.
Foi instituído a 1 de Janeiro de 2007 no decurso da reforma administrativa de 2004–2007, agregando os antigos municípios de Arden, Hadsund, Hobro.
Pertence à rede das Cidades Cittaslow.